# Hidróxido de césio
Hidróxido de césio (CsOH) é um composto químico consistindo de uma átomo de césio e um grupo hidróxido (também conhecido como hidroxila). É uma poderosa base, assim como outros hidróxidos de metais alcalinos, tais como o hidróxido de sódio e o hidróxido de potássio. O hidróxido de césio tem a característica de poder corroer o vidro.
Devido a sua alta reatividade, hidróxido de césio é extremamente higroscópico. Hidróxido de césio de uso laboratorial é normalmente um hidrato.
É um corrosivo para o silício, expondo planos octaédricos. É conhecido como tendo uma alta seletividade para gravar silício altamente p-dopado que o mais comumente usado hidróxido de potássio.
Entretanto, este composto não é usualmente usado em experimentos já a extração com césio é muito cara e o fato que comporta-se muito mais como hidróxido de rubídio e hidróxido de potássio mas reage quimicamente mais fortemente que estes.
Hidróxido de césio pode ser obtido pela seguinte equação química:
2 Cs + 2 H2O → 2 CsOH + H2
A reação acima ocorre explosivamente. Césio metálico reage com gelo acima de -116 °C.
1. ↑  «NIOSH Pocket Guide to Chemical Hazards» (em inglês)
2. ↑  «NIST Standard Reference Database» (em inglês)